# Cầu vồng Mặt Trăng

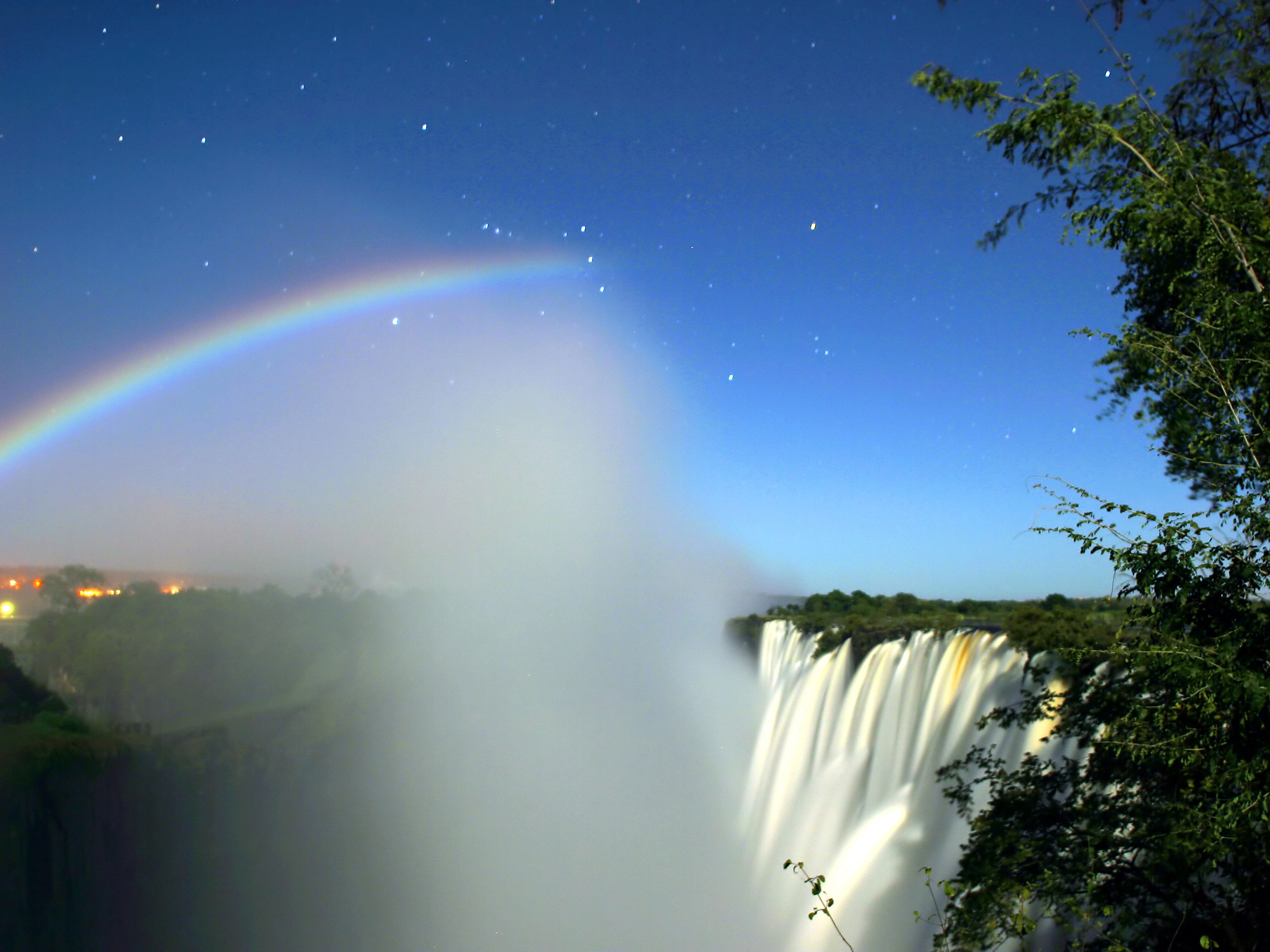
Bức ảnh của cầu vồng Mặt Trăng

Cầu vồng Mặt Trăng, là một cầu vồng làm từ ánh Mặt Trăng chứ không phải là ánh sáng Mặt Trời. Ngoài sự khác biệt về nguồn sáng đó, sự hình thành của nó giống hệt như cầu vồng Mặt Trời: Cầu vồng Mặt Trăng xuất hiện khi xảy ra sự khúc xạ của ánh trăng từ các hạt nước lơ lửng trong không khí, như mưa rào hoặc thác nước, và luôn nằm ở phần đối diện của bầu trời từ Mặt Trăng so với người quan sát.
Cầu vồng Mặt Trăng mờ hơn nhiều so với cầu vồng Mặt Trời, do lượng ánh sáng nhỏ hơn phản chiếu từ bề mặt của Mặt Trăng. Bởi vì ánh sáng thường quá mờ để kích thích các thụ thể màu hình nón trong mắt người, nên mắt người rất khó phân biệt màu sắc trong một cầu vồng Mặt Trăng. Kết quả là, cầu vồng Mặt Trăng thường xuất hiện màu trắng. Cầu vồng Mặt Trăng khó nhìn thấy bằng mắt thường nhưng có thể hiện ra trong các bức ảnh chụp phơi sáng.
Hiện tượng này vô cùng hiếm bởi đòi hỏi sự kết hợp giữa các yếu tố như bầu trời rất tối, Mặt Trăng ở thấp hơn 42 độ trên bầu trời và mưa rơi đối diện với Mặt Trăng.
Cầu vồng Mặt Trăng đã được đề cập ít nhất kể từ tác phẩm Khí tượng học của Aristoteles (khoảng năm 350 trước Công nguyên).

## Cảnh tượng

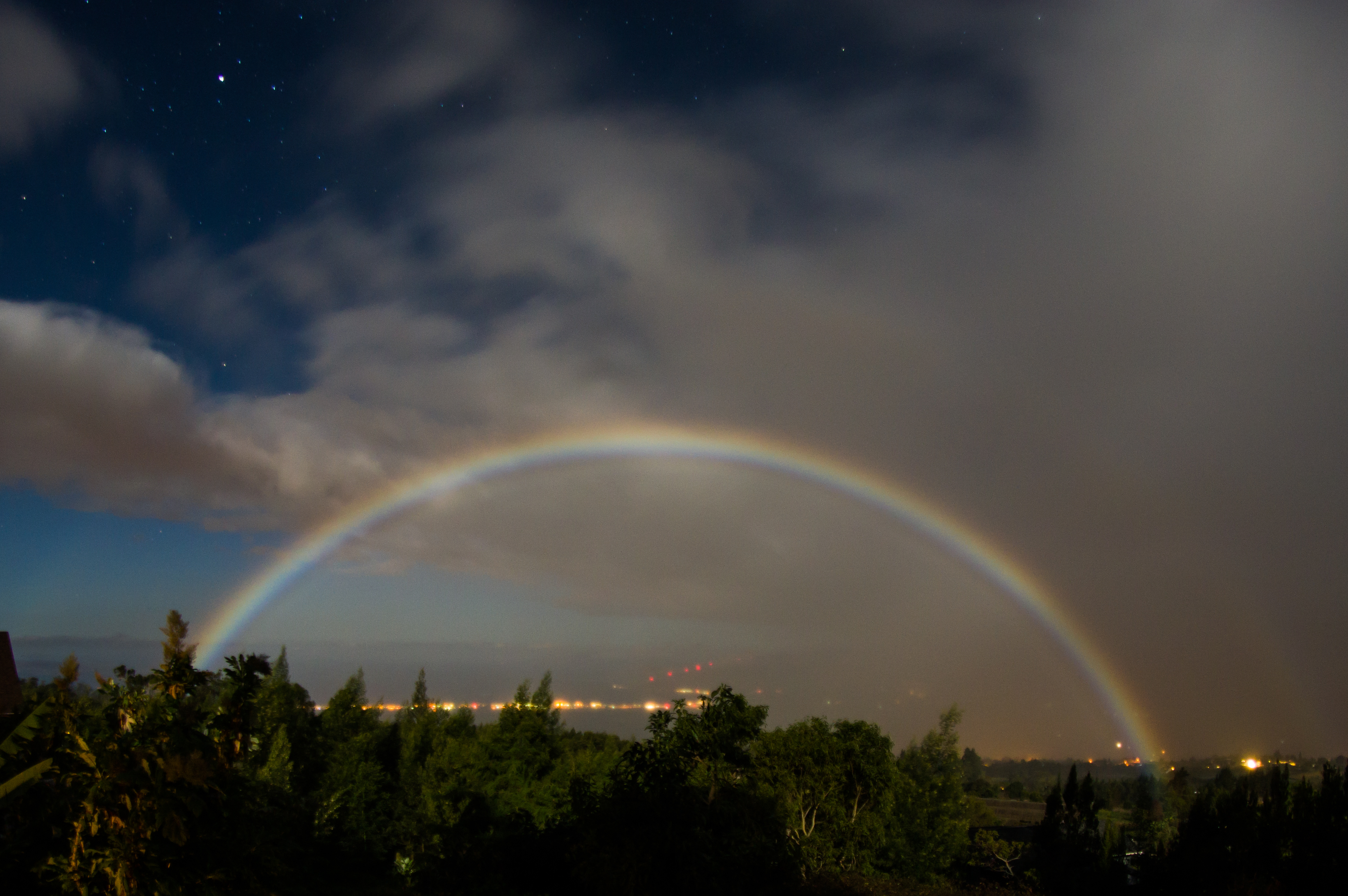
Cầu vồng Mặt Trăng ở Kihei, Maui, Hawaii, Hoa Kỳ

Cầu vồng Mặt Trăng được nhìn thấy dễ dàng nhất khi Mặt Trăng ở hoặc gần nhất với pha trăng tròn (sáng nhất) của nó. Để cầu vồng Mặt Trăng có khả năng xuất hiện nhất, Mặt Trăng phải thấp trên bầu trời (ở độ cao dưới 42 độ, tốt nhất là thấp hơn nữa) và bầu trời đêm phải rất tối. Vì bầu trời không hoàn toàn tối khi Mặt Trăng mọc / lặn, điều này có nghĩa là chúng ta chỉ có thể được quan sát từ hai đến ba giờ trước khi Mặt Trời mọc (một thời gian có ít người quan sát), hoặc hai đến ba giờ sau khi Mặt Trời lặn. Và, tất nhiên, phải có các hạt nước (từ mưa rơi hay được phun ra) đối diện với Mặt Trăng. Sự kết hợp các yêu cầu này làm cho cầu vồng Mặt Trăng hiếm hơn nhiều so với cầu vồng do ánh sáng Mặt Trời tạo ra. Cầu vồng Mặt Trăng cũng có thể được thấy khi mưa rơi vào lúc trăng tròn mọc ở các nơi vĩ độ cao trong những tháng mùa đông, khi số giờ đêm tối lâu hơn ở đây dẫn đến nhiều cơ hội hơn cho hiện tượng này. 

### Địa điểm

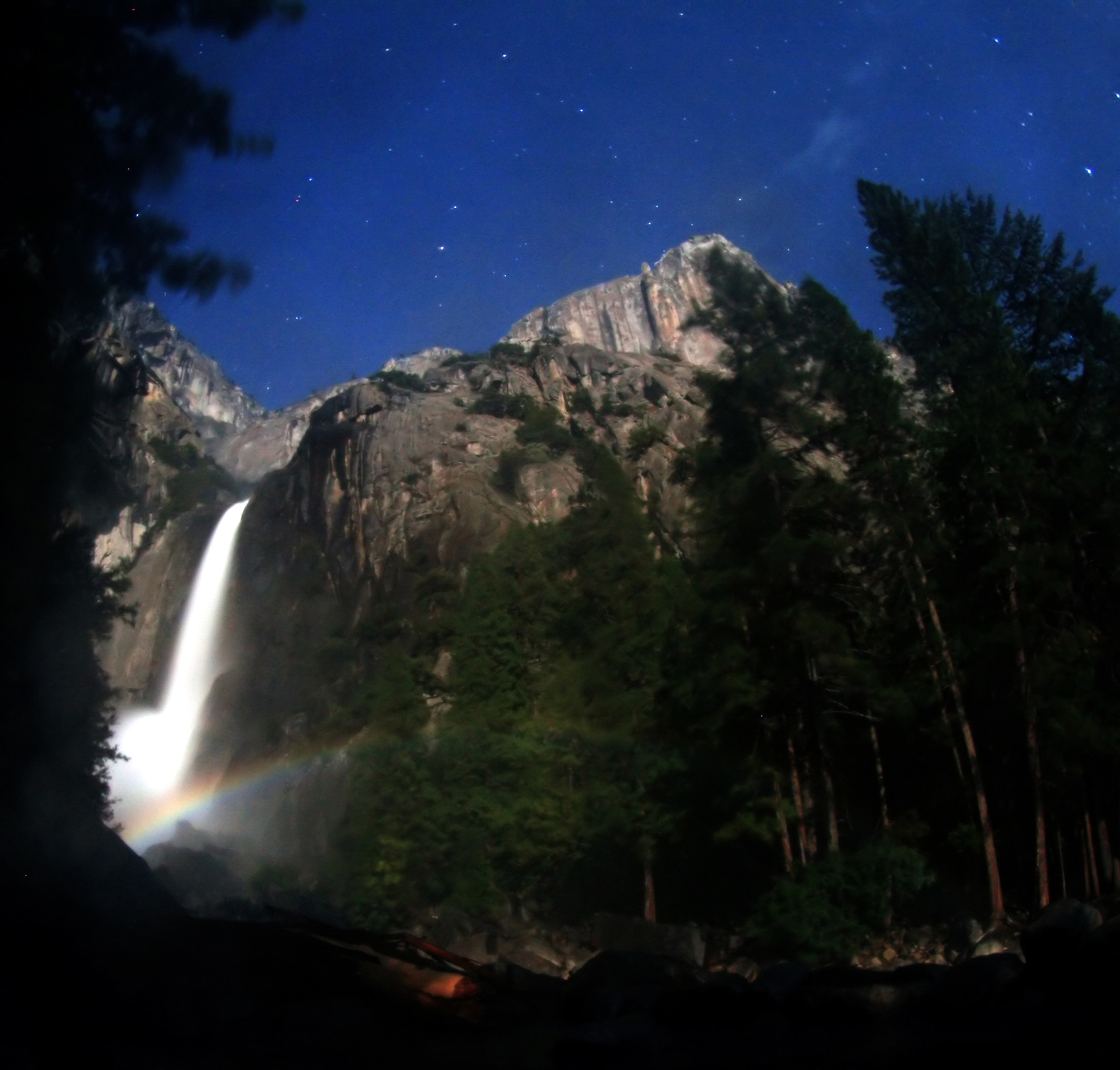
Cầu vồng Mặt Trăng thác phun thấp ở thác nước Yosemite

Nhiều nơi trên thế giới có cầu vồng Mặt Trăng tự nhiên do thác phun hoặc do sương mù. Ở Hoa Kỳ, những cầu vồng như vậy có thể được nhìn thấy ở thác nước khác nhau bao gồm Công viên quốc gia Yosemite, California và Thác Cumberland, gần Corbin, Kentucky. Thác Victoria ở châu Phi trên biên giới giữa Zambia và Zimbabwe, và hồ Plitvice ở Croatia cũng nổi tiếng với cầu vồng Mặt Trăng do thác phun.
Cầu vồng Mặt Trăng do sương cũng được thấy thường xuyên trong các khu rừng sương ở Costa Rica, hay tại các thị trấn miền núi như Monteverde và Santa Elena, nó xảy ra khi những đám mây sương mù được thổi vào từ vùng biển Caribbean bởi những cơn gió Giáng sinh. Các cơn gió Giáng sinh xảy ra từ cuối tháng 12 đến cuối tháng 1 hoặc đầu tháng 2. Các làn mây sương này gợi ra tên gọi phổ biến của chúng trong tiếng Tây Ban Nha ở đây, pelo de gato (nghĩa là lông mèo). Cầu vồng Mặt Trăng xảy ra tại vùng này của Costa Rica gần như mỗi lần trăng tròn trong các tháng từ tháng 12 đến tháng 2. Những cầu vồng Mặt Trăng do các làn mây pelo de gato gây ra không chỉ giới hạn vào lúc ngay trước bình minh mà còn có thể xảy ra sau khi Mặt Trời lặn, nhưng cần có một Mặt Trăng tròn hoặc gần tròn. Cầu vồng Mặt Trăng cũng có ở Kauai, Hawaii, với Mặt Trăng mọc ở phía đông cùng với những cơn mưa nhẹ.
Cầu vồng Mặt Trăng tương tự đôi khi cũng được nhìn thấy ở Đảo Lớn của Hawaii.

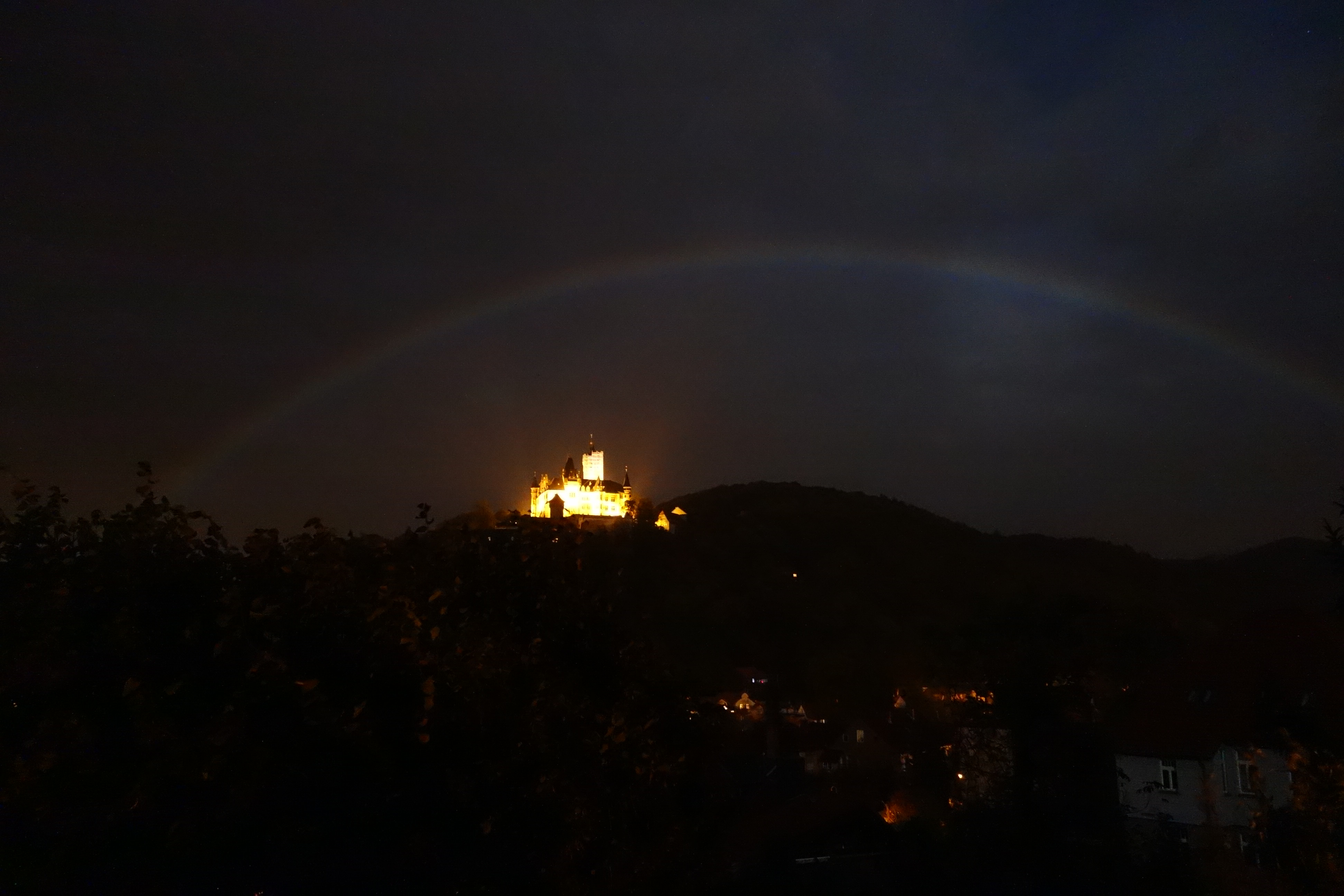
Cầu vồng Mặt Trăng trên lâu đài của Wernigerode